# Force India VJM10
Der Force India VJM10 ist der Formel-1-Rennwagen von Force India für die Formel-1-Weltmeisterschaft 2017. Es ist der zehnte Formel-1-Rennwagen von Force India. Er wurde am 22. Februar 2017 in Silverstone der Öffentlichkeit präsentiert.

## Technik und Entwicklung
Wie alle Formel-1-Fahrzeuge des Jahres 2017 ist der VJM10 ein hinterradangetriebener Monoposto mit einem Monocoque aus kohlenstofffaserverstärktem Kunststoff (CFK). Neben dem Monocoque bestehen viele weitere Teile des Fahrzeugs, darunter die Karosserieteile und das Lenkrad aus CFK. Auch die Bremsscheiben sind aus einem mit Kohlenstofffasern verstärkten Verbundwerkstoff.
Der VJM10 ist das Nachfolgemodell des VJM09. Da sich das technische Reglement zur Saison 2017 stark änderte, ist das Fahrzeug größtenteils eine Neuentwicklung. Um hierfür Ressourcen zur Verfügung zu haben, wurde die Weiterentwicklung des Vorgängermodells frühzeitig eingestellt.
Mit einer Gesamtbreite von 2000 mm und einer Breite zwischen Vorder- und Hinterachse von 1600 mm ist das Fahrzeug jeweils 200 mm breiter als das Vorgängermodell. Die Höhe ist mit 950 mm unverändert. Komplett neu sind neben dem Frontflügel, der statt 1650 mm nun 1800 mm breit ist, und dem Heckflügel, dessen Breite sich von 750 mm auf 950 mm und dessen Höhe sich von 950 mm auf 800 mm ändert, auch der Diffusor, der nun eine Gesamthöhe von 175 mm statt 125 mm sowie eine um 50 mm erhöhte Breite von 1050 mm hat. Die Fahrzeugnase erinnert mit ihren beiden Öffnungen an das Vorgängermodell, jedoch sind die Öffnungen nun größer und erstrecken sich bis zur Frontflügelbefestigung. Um die Luftführung zum Heckflügel zu verbessern, hat der Wagen eine auffällige Finne an der Motorabdeckung. Im Zuge der aerodynamischen Weiterentwicklung während der Saison wurde das Fahrzeug mit einem zusätzlichen Flügel am Ende dieser Finne versehen. Beim Großen Preis von Singapur gab es eine modifizierte Finne mit 32 kleine Flügeln, die den Luftstrom zum Heckflügel stabilisierte.
Angetrieben wird der VJM10 vom Mercedes-AMG F1 M08 EQ Power+, einem in Fahrzeugmitte montierten 1,6-Liter-V6-Motor von Mercedes AMG High Performance Powertrains mit einem Turbolader sowie einem 120 kW starken Elektromotor, es ist also ein Hybridelektrokraftfahrzeug. Das sequentielle Getriebe des Wagens liefert Mercedes. Es hat acht Gänge. Der Gangwechsel wird über Schaltwippen am Lenkrad ausgelöst. Das Fahrzeug hat nur zwei Pedale, ein Gaspedal (rechts) und ein Bremspedal (links). Genau wie viele andere Funktionen wird die Kupplung, die nur beim Anfahren aus dem Stand verwendet wird, über einen Hebel am Lenkrad bedient.
Anders als das Vorgängermodell, ist der VJM10 mit 305 mm breiten Vorderreifen und mit 405 mm breiten Hinterreifen des Einheitslieferanten Pirelli ausgestattet, die auf 13-Zoll-Rädern von BBS montiert sind. Damit sind die Reifen an der Vorderachse 60 mm und an der Hinterachse 80 mm breiter als in der Vorsaison. Dies erforderte auch die Entwicklung von neuen Radaufhängungen beim VJM10.
Der VJM10 hat, wie alle Formel-1-Fahrzeuge seit 2011, ein Drag Reduction System (DRS), das durch Flachstellen eines Teils des Heckflügels den Luftwiderstand des Fahrzeugs auf den Geraden verringert, wenn es eingesetzt werden darf. Auch das DRS wird mit einem Schalter am Lenkrad des Wagens aktiviert.
Nach den ersten Rennen der Saison klagten die Fahrer über mangelnde Stabilität des VJM10 in den Kurven, das Fahrzeug erzeugte besonders in langsamen Kurven einen Strömungsabriss. Cheftechniker Andrew Green erkannte ein Problem mit der Korrelation der im Windkanal ermittelten aerodynamischen Daten und entwickelte daher einen neuen Unterboden, der ab dem Großen Preis von Spanien zum Einsatz kam.

## Lackierung und Sponsoring

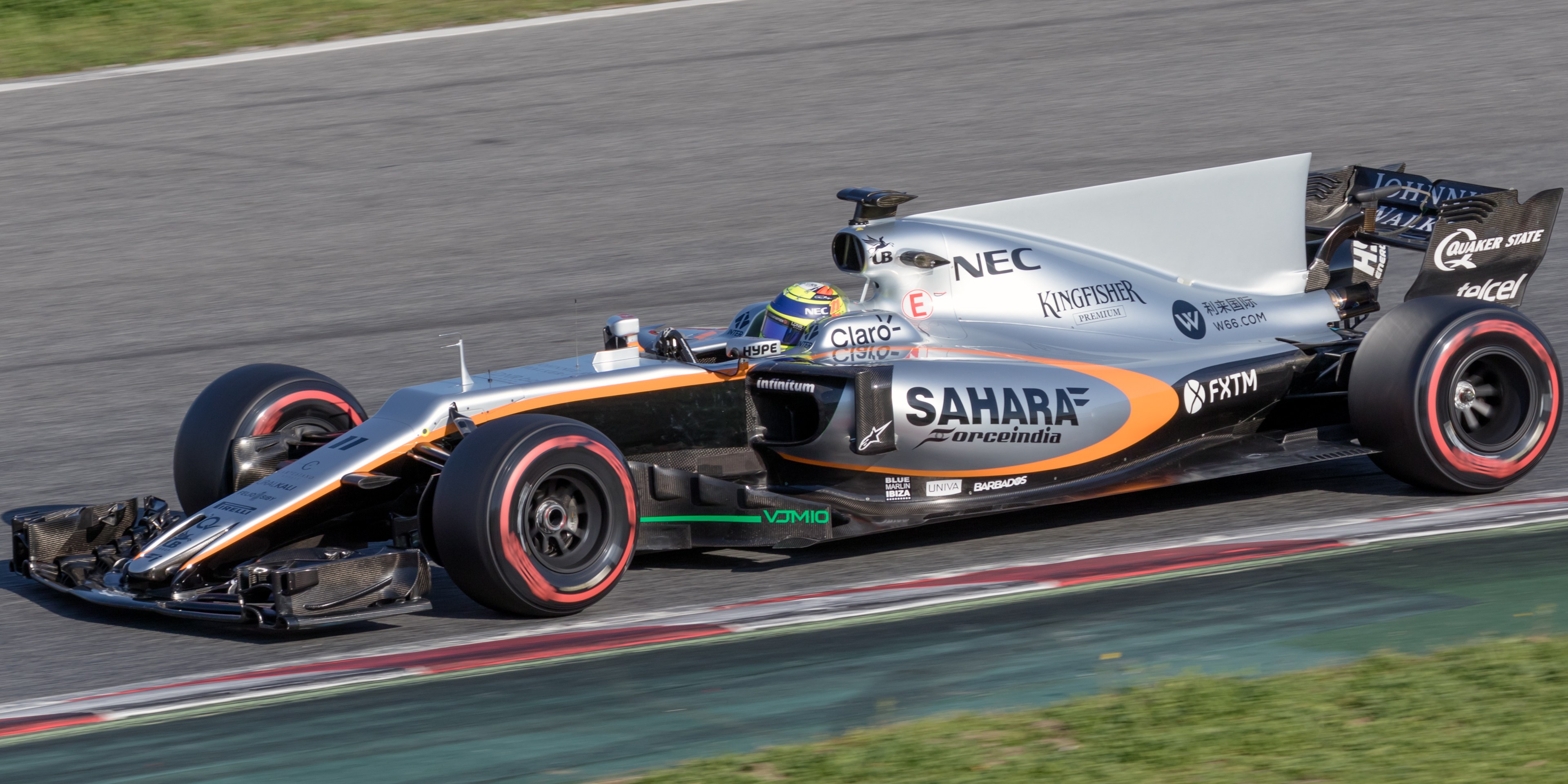
Sergio Pérez im silber-schwarz lackierten VJM10 bei den Testfahrten vor der Saison in Barcelona

Der VJM10 war bei der Präsentation und den Testfahrten vor der Saison überwiegend in Silber lackiert. Front- und Heckflügel sowie die Seiten der Fahrzeugfront waren schwarz, außerdem gab es einen orangefarbenen Streifen, der von der Nase bis zu den Seitenkästen führte.
Rund zwei Wochen vor dem Saisonauftakt wurde die BWT AG als neuer Sponsor des Teams bekanntgegeben. In diesem Zuge wurde auch die neue Lackierung des Fahrzeugs vorgestellt, das nun in Rosa lackiert ist, zusätzlich gibt es Farbakzente in Magenta und Silber. Der untere Bereich des Chassis sowie Front- und Heckflügel sind schwarz lackiert.
Der Titelsponsor und Anteilseigner Sahara India Pariwar war zunächst als Sponsor auf den Seitenkästen vertreten. Diesen Platz übernahm das Logo von BWT, der Schriftzug von Sahara India Pariwar wurde an die Seite des Monocoques verlegt. Weitere Großsponsoren des Teams sind Kingfisher Airlines, ein Unternehmen, das dem Teamchef Vijay Mallya nahesteht, die Grupo Carso (mit Claro, einem Markennamen in mehreren Staaten Lateinamerikas für Mobilfunknetze von América Móvil, dem zu Telmex gehörenden Internetprovider Infinitum und Telcel), sowie Johnnie Walker. Außerdem sind Felio Siby, Hype Energy, der Brillenhersteller LDNR, NEC Corporation, Pirelli, Quaker State, eine Ölmarke von Royal Dutch Shell, Uralkali und die asiatische Gaming-Plattform w66.com mit Werbeaufklebern auf dem Fahrzeug vertreten.

## Fahrer
Force India tritt in der Saison 2017 mit den Fahrern Esteban Ocon und Sergio Pérez an. Ocon wechselt vom insolventen Manor-Team zu Force India und ersetzt den zu Renault abgewanderten Nico Hülkenberg, Pérez bestreitet seine vierte Saison für das Team.

## Ergebnisse
| Fahrer                          | Nr.                             | 1  | 2  | 3  | 4 | 5 | 6  | 7 | 8   | 9  | 10 | 11 | 12  | 13 | 14 | 15 | 16 | 17 | 18 | 19  | 20 | Punkte | Rang |
| ------------------------------- | ------------------------------- | -- | -- | -- | - | - | -- | - | --- | -- | -- | -- | --- | -- | -- | -- | -- | -- | -- | --- | -- | ------ | ---- |
| Formel-1-Weltmeisterschaft 2017 | Formel-1-Weltmeisterschaft 2017 |    |    |    |   |   |    |   |     |    |    |    |     |    |    |    |    |    |    |     |    | 187    | 4.   |
| A. Celis                        | 34                              |    |    |    |   |   |    |   |     | PO |    | PO |     |    |    |    |    |    | PO |     |    | 187    | 4.   |
| E. Ocon                         | 31                              | 10 | 10 | 10 | 7 | 5 | 12 | 6 | 6   | 8  | 8  | 9  | 9   | 6  | 10 | 10 | 6  | 6  | 5  | DNF | 8  | 187    | 4.   |
| S. Pérez                        | 11                              | 7  | 9  | 7  | 6 | 4 | 13 | 5 | DNF | 7  | 9  | 8  | 17* | 9  | 5  | 6  | 7  | 8  | 7  | 9   | 7  | 187    | 4.   |
| G. Russell                      | 35                              |    |    |    |   |   |    |   |     |    |    |    |     |    |    |    |    |    |    | PO  | PO | 187    | 4.   |

| Legende  | Legende            | Legende                                                          |
| Farbe    | Abkürzung          | Bedeutung                                                        |
| -------- | ------------------ | ---------------------------------------------------------------- |
| Gold     | –                  | Sieg                                                             |
| Silber   | –                  | 2. Platz                                                         |
| Bronze   | –                  | 3. Platz                                                         |
| Grün     | –                  | Platzierung in den Punkten                                       |
| Blau     | –                  | Klassifiziert außerhalb der Punkteränge                          |
| Violett  | DNF                | Rennen nicht beendet (did not finish)                            |
| Violett  | NC                 | nicht klassifiziert (not classified)                             |
| Rot      | DNQ                | nicht qualifiziert (did not qualify)                             |
| Rot      | DNPQ               | in Vorqualifikation gescheitert (did not pre-qualify)            |
| Schwarz  | DSQ                | disqualifiziert (disqualified)                                   |
| Weiß     | DNS                | nicht am Start (did not start)                                   |
| Weiß     | WD                 | zurückgezogen (withdrawn)                                        |
| Hellblau | PO                 | nur am Training teilgenommen (practiced only)                    |
| Hellblau | TD                 | Freitags-Testfahrer (test driver)                                |
| ohne     | DNP                | nicht am Training teilgenommen (did not practice)                |
| ohne     | INJ                | verletzt oder krank (injured)                                    |
| ohne     | EX                 | ausgeschlossen (excluded)                                        |
| ohne     | DNA                | nicht erschienen (did not arrive)                                |
| ohne     | C                  | Rennen abgesagt (cancelled)                                      |
| ohne     | keine WM-Teilnahme |                                                                  |
| sonstige | P/fett             | Pole-Position                                                    |
| sonstige | 1/2/3/4/5/6/7/8    | Punktplatzierung im Sprint-/Qualifikationsrennen                 |
| sonstige | SR/kursiv          | Schnellste Rennrunde                                             |
| sonstige | *                  | nicht im Ziel, aufgrund der zurückgelegten Distanz aber gewertet |
| sonstige | ()                 | Streichresultate                                                 |
| sonstige | unterstrichen      | Führender in der Gesamtwertung                                   |